# アフリカプレート

赤みを帯びた橙色がアフリカプレート

アフリカプレートは、アフリカ大陸とその周辺海域の地殻及びマントル上方のリソスフェアを形成する大陸プレートである。

## 歴史
ゴンドワナ大陸が分裂してできた西ゴンドワナ大陸が、白亜紀ごろにアフリカ大陸と南アメリカ大陸と分裂した。アフリカ大陸付近はこのころからホットプルームの活動が盛んになったと見られ、アラビア半島を載せたアラビアプレートが分裂、マダガスカル島がアフリカ大陸から分離、大地溝帯が活動してアフリカプレートの本体（西側）とソマリアプレート（東側）が次第に分離するなど、盛んに陸地の拡大が起き、現在も続いている。これを象徴するように、アフリカプレート内にはレユニオン島付近、カナリア諸島付近、カーボベルデ付近、カメルーン～サントメ・プリンシペなど多数のホットスポットが点在する。

## 周辺のプレートとの関係
アゾレス諸島からジブラルタル海峡、サルデーニャ島南方沖までは、アゾレス・ジブラルタル断層帯と呼ばれる長いトランスフォーム断層である。サルデーニャ島南方沖から、シチリア島、ケルキラ島沖、ペロポネソス半島沖、クレタ島南方沖、キプロス、シリア・トルコ国境地帯に至るまでの約2,000kmは、ほとんどが海溝などの沈み込み帯であるが、一部がトランスフォーム断層や衝突型境界になるなど少し複雑になっている。ここまではユーラシアプレートと接している。このあたりでは、プレートの衝突がアトラス山脈の形成やイタリア・ギリシャなどの火山群の活動と深く関わっている。
シリア西部からは、ヨルダン峡谷、アカバ湾、紅海、アファール盆地、アデン湾、ソコトラ島まで続く地溝・海嶺帯になる。このあたりではアラビアプレートと接している。
プレートの縁はソコトラ島で南に向きを変え、インド洋を貫く中央海嶺につながる。北から順にカールスバーグ海嶺、中央インド洋海嶺、南西インド洋海嶺で、それぞれインドプレート、オーストラリアプレート、南極プレートとの境界である。南西インド洋海嶺はアフリカ大陸の南方をぐるっと取り囲んでおり、本初子午線（経度0度）付近でアフリカ・南アメリカ・南極の各プレートの三重点となる。ここから北向きに大西洋中央海嶺があり、これがアゾレス諸島まで曲がりくねって続いている。大西洋中央海嶺は南アメリカプレートとの境界である。